# Zespół Tourette’a
Zespół Tourette’a, zespół tików głosowych i ruchowych – wrodzone lub nabyte zaburzenie neurologiczne charakteryzujące się przede wszystkim występowaniem licznych tików ruchowych i werbalnych, opisane w 1885 przez francuskiego neurologa Georges’a Gilles’a de la Tourette’a.

## Charakterystyka
Zespół Tourette’a jest organicznym schorzeniem mózgu, występującym często rodzinnie – badania nad bliźniętami wskazują na dziedziczenie typu autosomalnego dominującego z niepełną penetracją genu, jednak do dziś nie udało się ustalić miejsca zmian genetycznych leżących u podstaw tej choroby. Część przypadków można wyjaśnić zaburzeniami w syntezie histaminy. Występuje w nim szereg neurologiczno-psychiatrycznych objawów o niewyjaśnionym podłożu, a przebieg schorzenia ma charakter przewlekły. Zespół Tourette’a dotyka przeciętnie 4,3 osób na 10 tysięcy, zdecydowanie częściej mężczyzn niż kobiety (w proporcji 4 do 1). U dzieci występuje z częstością 1–10/1000. Choroba ta ma zasięg ogólnoświatowy. Na zespół Tourette’a choruje się zazwyczaj do końca życia, czasem pojawiają się krótkie okresy remisji.

## Objawy
Pierwsze objawy występują między 2. a 15. rokiem życia, z początku ograniczają się do prostych tików motorycznych. Pojawiają się również zaburzenia koncentracji, nadpobudliwość oraz utrudniona kontrola nad odruchami. Tiki zazwyczaj występują w postaci łagodnej (prostej), ograniczając się do mrugania oczami, ruchów ramion i głowy, grymasów, pochrząkiwania, mlaskania. W ciężkiej postaci zespołu Tourette’a tiki (zwane złożonymi) praktycznie uniemożliwiają normalne życie – chorzy podskakują, dotykają siebie i innych, kręcą się w kółko, wykonują serie nieskoordynowanych gestów. 
Tiki wokalne pojawiają się i zanikają przyjmując różne formy. Jedną z nich jest koprolalia, czyli patologiczna, niedająca się opanować potrzeba wypowiadania nieprzyzwoitych słów lub zdań, przekleństw lub obelg kierowanych do obcych. Mogą być to pojedyncze przekleństwa lub złożone zdania. Koprolalia występuje także w wielu innych chorobach nerwowych i psychicznych, np. schizofrenii, psychozach alkoholowych, czasem w zaburzeniach obsesyjno-kompulsyjnych. Według danych Tourette Syndrome Association na koprolalię w zespole Tourette’a cierpi mniej niż 15% pacjentów. 
Przeklinanie w przebiegu tej choroby jest również tłumaczone psychologicznym zjawiskiem echolalii (powtarzaniem słów lub zwrotów zasłyszanych z otoczenia). Zdarza się także, że osoba chora na echolalię powtarza słowa wypowiedziane przed chwilą przez siebie. Dwie najczęstsze formy echolalii to echolalia natychmiastowa i echolalia odroczona.

## Leczenie
Zespół Tourette’a jest praktycznie nieuleczalny. Leczenie łagodnej postaci zespołu Tourette’a ogranicza się z reguły do terapii behawioralnej oraz farmakoterapii głównie blokerami receptorów D2 (neuroleptykami). W ciężkich postaciach zespołu Tourette’a testowana jest skuteczność głębokiej stymulacji mózgu.
Do metod alternatywnych, ale obecnie już niestosowanych, należą zastrzyki z toksyny botulinowej, które paraliżują struny głosowe, przez co niekontrolowane zachowanie jest mniej widoczne. Ponadto stosuje się także atomoksetynę, blokery kanału wapniowego, klonidynę oraz neuroleptyki atypowe.